# Laxus septentrionalis
Laxus septentrionalis is een rondwormensoort uit de familie van de Desmodoridae. De wetenschappelijke naam van de soort is voor het eerst geldig gepubliceerd in 1914 door Cobb.